# Hockey su ghiaccio ai XVIII Giochi olimpici invernali
Durante i XVIII Giochi olimpici invernali per la prima volta, al fianco del torneo maschile di hockey su ghiaccio si svolse quello femminile. Per il torneo maschile si raggiunse per la prima volta un accordo tra CIO e IIHF da una parte e NHL dall'altra, per una sospensione del massimo campionato americano professionistico, di modo che - a differenza del passato - anche le stelle dell'hockey mondiale potessero partecipare alle olimpiadi.

## Date
Le partite del torneo olimpico si svolsero in due stadi di Nagano: nel Wasakata "Big Hat" (10.104 spettatori) e nel Nagano Sports Park "Aqua Wing" (6.078 posti). Il torneo maschile si svolse dal 7 al 22 febbraio, quello femminile dall'8 al 17 febbraio.

## Partecipanti e formula

### Torneo maschile
Parteciparono al torneo maschile 14 squadre di 20 giocatori più tre portieri ciascuna. Si qualificarono direttamente le migliori otto classificate ai campionati mondiali del 1995 in Svezia (Finlandia, Svezia, Canada, Repubblica Ceca, Russia, USA, Francia e Italia) e il paese organizzatore, il Giappone. I restatnti cinque uscirono da un torneo di qualificazione.
Un turno preliminare vide scontrarsi otto squadre (settima e ottava classificata ai mondiali di Svezia, il paese ospitante e le cinque squadre provenienti dalle qualificazioni) divise in due gruppi. Le due squadre vincitrici si aggiungevano alle sei "grandi" nel Masterround, a sua volta diviso in due gironi da quattro squadre. Al termine di questo, non c'erano eliminazioni, ma i quarti di finale, poi semifinali e finali.

### Torneo femminile
Parteciparono al torneo femminile sei squadre di 20 giocatrici più tre portieri ciascuna. Si qualificarono le prime cinque classificate ai campionati mondiali del 1995 e il Giappone, paese ospitante.
Fu giocato un girone all'italiana di sola andata; le prime due classificate avrebbero giocato la finale, la terza e la quarta classificata avrebbero giocato la finalina per il bronzo.

## Qualificazioni al torneo olimpico maschile

### Formula
La qualificazione fu disputata in tre turni. Nel primo turno furono scelte due squadre che si sarebbero qualificate al secondo turno. Il secondo turno fu giocato in quattro gironi, uno dei quali ebbe il valore di campionato asiatico per nazioni. I vincitori dei gruppi si incontrarono nel terzo turno con le squadre classificate dal nono all'undicesimo posto ai campionati mondiali del 1995 e alle due compagini vincitrici dei mondiali di gruppo B dello stesso anno. Il terzo turno fu diviso in due gruppi. Si qualificarono le prime e le seconde. Le due terze classificate si scontrarono per decidere la quinta qualificata.

### Primo turno
```
26 gennaio 1996 
 
Ungheria
         - 
 
Croazia
              7:0 a Szekesfehervar (Ungheria)
27 gennaio 1996 
 
Ungheria
         - 
 
Croazia
              6:0 a Szekesfehervar (Ungheria)
```

```
23 marzo 1996   
 
Jugoslavia
    - 
 
Israele
                   5:0* a Kaunas (Lituania)
```

* 5-0 a tavolino per l'utilizzo di giocatori non utilizzabili da parte di Israele. Il risultato sul campo fu 5-3

### Secondo turno
| Partite        | SUI | GBR | DAN | SLO | NED | Reti  | Pt.  |
| -------------- | --- | --- | --- | --- | --- | ----- | ---- |
| 1. Svizzera    |     | 2:2 | 8:1 | 5:3 | 7:1 | 42:14 | 14:2 |
| 2. Regno Unito | 3:3 |     | 1:1 | 5:0 | 4:1 | 31:16 | 13:3 |
| 3. Danimarca   | 2:6 | 2:3 |     | 4:2 | 4:0 | 23:27 | 7:9  |
| 4. Slovenia    | 1:4 | 4:5 | 5:1 |     | 9:0 | 32:24 | 6:10 |
| 5. Paesi Bassi | 1:7 | 2:8 | 3:8 | 0:8 |     | 8:55  | 0:16 |

| Partite       | UKR  | POL  | ROM  | BUL  | YUG  | Reti  | Pt. |
| ------------- | ---- | ---- | ---- | ---- | ---- | ----- | --- |
| 1. Ucraina    |      | 3:3  | 10:0 | 17:0 | 21:0 | 51:3  | 7:1 |
| 2. Polonia    | 3:3  |      | 6:3  | 14:0 | 13:2 | 36:9  | 7:1 |
| 3. Romania    | 0:10 | 3:6  |      | 7:2  | 9:4  | 19:22 | 4:4 |
| 4. Bulgaria   | 0:17 | 0:14 | 2:7  |      | 5:2  | 4:40  | 2:6 |
| 5. Jugoslavia | 0:21 | 2:13 | 4:9  | 2:5  |      | 8:48  | 0:8 |

| Partite        | BLR  | LAT  | HUN  | EST  | LTU  | Reti  | Pt. |
| -------------- | ---- | ---- | ---- | ---- | ---- | ----- | --- |
| 1. Bielorussia |      | 4:1  | 13:1 | 16:1 | 21:1 | 54:4  | 8:0 |
| 2. Lettonia    | 1:4  |      | 10:2 | 15:0 | 27:0 | 53:6  | 6:2 |
| 3. Ungheria    | 1:13 | 2:10 |      | 7:4  | 9:4  | 13:31 | 4:4 |
| 4. Estonia     | 1:16 | 0:15 | 4:7  |      | 9:3  | 14:41 | 2:6 |
| 5. Lituania    | 1:21 | 0:27 | 4:9  | 3:9  |      | 8:66  | 0:8 |

| Partite          | KAZ  | JPN | CHN  | KOR | Reti | Pt. | ---- |
| ---------------- | ---- | --- | ---- | --- | ---- | --- | ---- |
| 1. Kazakistan    |      | 4:1 | 20:0 | 9:1 | 33:2 | 6:0 |      |
| 2. Giappone      | 1:4  |     | 7:1  | 6:1 | 14:6 | 4:2 |      |
| 3. Cina          | 0:20 | 1:7 |      | 6:2 | 7:29 | 2:4 |      |
| 4. Corea del Sud | 1:9  | 1:6 | 2:6  |     | 3:15 | 0:4 |      |
| ----             |      |     |      |     |      |     |      |

* il gruppo D era il campionato asiatico per nazioni; per le qualificazioni olimpiche, le partite contro il Giappone non furono conteggiate

### Terzo turno
| Spiele        | GER | SVK | SUI | UKR | Reti | Pt. |
| ------------- | --- | --- | --- | --- | ---- | --- |
| 1. Germania   |     | 3:2 | 4:1 | 4:4 | 11:7 | 5:1 |
| 2. Slovacchia | 2:3 |     | 3:3 | 4:1 | 9:7  | 3:3 |
| 3. Svizzera   | 1:4 | 3:3 |     | 2:1 | 6:8  | 3:3 |
| 4. Ucraina    | 4:4 | 1:4 | 1:2 |     | 6:10 | 1:5 |

| Partite        | BLR | KAZ | AUT | NOR | Reti | Pt. |
| -------------- | --- | --- | --- | --- | ---- | --- |
| 1. Bielorussia |     | 4:4 | 6:2 | 2:2 | 12:8 | 4:2 |
| 2. Kazakistan  | 4:4 |     | 4:1 | 3:3 | 11:8 | 4:2 |
| 3. Austria     | 2:6 | 1:4 |     | 4:1 | 7:11 | 2:4 |
| 4. Norvegia    | 2:2 | 3:3 | 1:4 |     | 6:9  | 2:4 |

```
Spareggio per la quinta qualificata alle olimpiadi

11 febbraio 1997 
 
Austria
     - 
 
Svizzera
               2:0 a Duisburg (Germania)
```

Qualificate per il torneo olimpico:  Germania,  Bielorussia,  Slovacchia,  Kazakistan,  Austria

## Torneo olimpico maschile

### Turno preliminare
| Partite       | KAZ | SVK | ITA | AUT | Reti  | Pt. |
| ------------- | --- | --- | --- | --- | ----- | --- |
| 1. Kazakistan |     | 4:3 | 5:3 | 5:5 | 14:11 | 5:1 |
| 2. Slovacchia | 3:4 |     | 4:3 | 2:2 | 9:9   | 3:3 |
| 3. Italia     | 3:5 | 3:4 |     | 5:2 | 11:11 | 2:4 |
| 4. Austria    | 5:5 | 2:2 | 2:5 |     | 9:12  | 2:4 |

| Partite        | BLR | GER | FRA | JPN | Reti | Pt. |
| -------------- | --- | --- | --- | --- | ---- | --- |
| 1. Bielorussia |     | 8:2 | 4:0 | 2:2 | 14:4 | 5:1 |
| 2. Germania    | 2:8 |     | 2:0 | 3:1 | 7:9  | 4:2 |
| 3. Francia     | 0:4 | 0:2 |     | 5:2 | 5:8  | 2:4 |
| 4. Giappone    | 2:2 | 1:3 | 2:5 |     | 5:10 | 1:5 |

### Masterround
| Partite       | RUS | CZE | FIN | KAZ | Reti | Pt. |
| ------------- | --- | --- | --- | --- | ---- | --- |
| 1. Russia     |     | 2:1 | 4:3 | 9:2 | 15:6 | 6:0 |
| 2. Rep. Ceca  | 1:2 |     | 3:0 | 8:2 | 12:4 | 4:2 |
| 3. Finlandia  | 3:4 | 0:3 |     | 8:2 | 11:9 | 2:4 |
| 4. Kazakistan | 2:9 | 2:8 | 2:8 |     | 6:25 | 0:6 |

| Partite        | CAN | SWE | USA | BLR | Reti | Pt. |
| -------------- | --- | --- | --- | --- | ---- | --- |
| 1. Canada      |     | 3:2 | 4:1 | 5:0 | 12:3 | 6:0 |
| 2. Svezia      | 2:3 |     | 4:2 | 5:2 | 11:7 | 4:2 |
| 3. Stati Uniti | 1:4 | 2:4 |     | 5:2 | 8:10 | 2:4 |
| 4. Bielorussia | 0:5 | 2:5 | 2:5 |     | 4:15 | 0:6 |

### Partite per i piazzamenti
- Gara per il 9º posto:  Germania -  Slovacchia 4:2 (0:1, 1:1, 3:0)
- Gara per l'11º posto:  Francia -  Italia 5:1 (1:0, 0:0, 4:1)
- Gara per il 13º posto:  Giappone -  Austria 4:3 d.r. (1:2, 1:0, 1:1, 0:0, rig. 3:2)

### Play-Off

#### Quarti di finale
- Russia -  Bielorussia 4:1 (1:0, 1:0, 2:1)
- Canada -  Kazakistan 4:1 (2:1, 2:0, 0:0)
- Rep. Ceca -  Stati Uniti 4:1 (0:1, 3:0, 1:0)
- Finlandia -  Svezia 2:1 (0:0, 0:0, 2:1)

#### Semifinale
- Rep. Ceca -  Canada 2:1 d.r. (0:0, 0:0, 1:1, 0:0, rig. 1:0)
- Russia -  Finlandia 7:4 (2:0, 2:3, 3:1)

#### Finale 3º/4º posto
- Finlandia -  Canada 3:2 (2:1, 0:1, 1:0)

#### Finale
- Rep. Ceca -  Russia 1:0 (0:0, 0:0, 1:0) Rete: Svoboda (48:08)

### Classifica finale

#### Oro: Repubblica Ceca
- Portieri: Dominik Hašek (Portieri non entrati (N.E.): Milan Hnilička, Roman Čechmánek)
- Difensori: Jiří Šlégr, František Kučera, Roman Hamrlík, Richard Šmehlík, Jaroslav Špaček, Petr Svoboda
- Attaccanti: Jiří Dopita, Martin Ručinský Jaromír Jágr, Martin Straka, Robert Reichel, Robert Lang, Pavel Patera, Martin Procházka, Josef Beránek, Vladimír Růžička, David Moravec, Milan Hejduk, Jan Čaloun
- Allenatore: Ivan Hlinka

#### Argento: Russia
- Portieri: Michail Štalenkov, Andrej Trefilov (N.E.: Oleg Schewtsow)
- Difensori: Darius Kasparaitis, Aleksej Žitnik, Igor' Kravčuk, Boris Mironov, Dmitrij Juškevič, Sergej Gončar, Aleksej Gusarov
- Attaccanti: Pawel Bure, Sergej Fëdorov, Aleksej Jašin, Aleksej Žamnov, Valerij Zelepukin, Andrej Kovalenko, German Titov, Valerij Kamenskij, Valerij Bure, Aleksej Morozov, Sergej Nemčinov, Sergej Krivokrasov
- Allenatore: Vladimir Jursinov

#### Bronzo: Finlandia
- Portieri: Ari Juhani Sulander, Jarmo Pentti Myllys (N.E.: Jukka Tammi)
- Difensori: Janne Kristian Laukkanen, Teppo Kalevi Numminen, Janne Henrik Niinimaa, Jyrki Olavi Lumme, Aki-Petteri Berg, Kimmo Samuel Timonen, Tuomas Oskar Grönman
- Attaccanti: Saku Antero Koivu, Jere Kalervo Lehtinen, Jari Pekka Kurri, Teemu Ilmari Selänne, Raimo Ilmari Helminen, Esa Kalervo Tikkanen, Juha Petteri Ylönen, Ville Sakari Peltonen, Sami Hannu Antero Kapanen, Juha Petteri Lind, Kimmo Taneli Rintanen, Mika Sakeri Nieminen, Antti Törmänen
- Allenatore: Hannu Aravirta

#### 4º posto: Canada
- Portieri: Patrick Roy (N.E.: Martin Brodeur, Curtis Joseph)
- Difensori: Ray Bourque, Rob Blake, Chris Pronger, Al MacInnis, Scott Stevens, Adam Foote, Eric Desjardins
- Attaccanti: Keith Primeau, Eric Bryan Lindros, Theo Fleury, Joe Nieuwendyk, Wayne Gretzky, Steve Yzerman, Shayne Corson, Brendan Shanahan, Joe Sakic, Mark Recchi, Trevor Linden, Rod Brind'Amour, Rob Zamuner
- Allenatore: Marc Crawford

#### 5º posto: Bielorussia
- Portieri: Alexander Schumidub, Andrej Mesin (N.E. Leonid Grischukewitsch)
- Difensori: Oleg Chmyl, Oleg Romanow, Igor Matuschkin, Sergej Jerkowitsch, Alexander Alexejew, Ruslan Salej, Alexander Schurik, Sergej Stas
- Attaccanti: Alexej Loschkin, Alexander Andrejewski, Wiktor Karatschun, Wladimir Bekbulatow, Andrej Kowaljow, Wassili Pankow, Andrej Skabelka, Alexej Kaljuschni, Jewgeni Roschtschin, Wladimir Zyplakow, Aljaksandr Hal'čanjuk, Eduard Sankowetz, Oleg Antonenko
- Allenatore: Anatoli Wariwontschik

#### 6º posto: Kazakistan
- Portieri: Witalie Jeremejew, Alexander Schimin
- Difensori: Andrej Sokolow, Igor Semljanow, Igor Nikitin, Alexej Troschtschinski, Andrej Sawenkow, Witali Tregubow
- Attaccanti: Alexander Koreschkow, Konstantin Schafranow, Dmitiri Dudarew, Igor Dorochin, Pawel Kamenzew, Michail Borodulin, Jewgeni Koreschkow, Andrej Ptscheljakow, Jerlan Sagimbajew, Wladimir Sawjalow, Oleg Krjashew, Pjotr Dewjatkin
- Allenatore: Boris Alexandrow

#### 7º posto: Svezia
- Portieri: Tommy Salo (N.E. Johan Hedberg, Tommy Soderstrom)
- Difensori: Mattias Norström, Nicklas Lidström, Calle Johansson, Mattias Öhlund, Ulf Samuelsson, Marcus Ragnarsson, Tommy Albelin
- Attaccanti: Niklas Sundström, Daniel Alfredsson, Mikael Andersson, Peter Forsberg, Mats Sundin, Mikael Renberg, Ulf Dahlén, Patric Kjellberg, Mats Lindgren, Mikael Nylander, Tomas Sandström, Jörgen Jönsson, Andreas Johansson
- Allenatore: Kent Forsberg

#### 8º posto: Stati Uniti d'America
- Portieri: John Vanbiesbrouck, Mike Richter (N.E. Guy Herbert)
- Difensori: Chris Chelios, Brian Leetch, Gary Suter, Derian Hatcher, Kevin Hatcher, Mathieu Schneider, Keith Carney, Bryan Berard
- Attaccanti: Michael Modano, Bill Guerin, Brett Hull, Patrich Michael LaFontaine, Jeremy Roenick, John LeClair, Keith Tkachuk, Doug Weight, Jamie Langenbrunner, Adam Deadmarsh, Tony Amonte, Otto Joel
- Allenatore: Ron Wilson

#### 9º posto: Germania
- Portieri: Olaf Kölzig, Joseph "Peppi" Heiß, Klaus Merk
- Difensori: Mirko Lüdemann, Erich Goldmann, Uwe Krupp, Markus Wieland, Daniel Kunce, Bradley Bergen, Jochen Molling, Lars Brüggemann
- Attaccanti: Peter Draisaitl, Jan Benda, Mark MacKay, Reemt Pyka, Jochen Hecht, Benoit Doucet, Stefan Ustorf, Thomas Brandl, Andreas Lupzig, Dieter Hegen, Jürgen Rumrich, Marco Sturm
- Allenatore: George Kingston

#### 10º posto: Slovacchia
- Portieri: Igor Murin (N.E. Pavol Rybar, Miroslav Simonovic)
- Difensori: Lubomir Sekeráš, Stanislav Jesečko, Ivan Droppa, Jan Varholík, Lubomir Visnovský, Robert Švehla, Miroslav Mosnár
- Attaccanti: Vlastimil Plavucha, Robert Petrovický, Jozef Daňo, Roman Kontšek, Branislav János, Zdeno čiger, Karol Ruznyak, Miroslav Mosnar, Roman Stantien, Jan Pardavy, Lubomir Kolník, Peter Bondra, Oto Haščák, Peter Pucher
- Allenatore: Jan Sterbak

#### 11º posto: Francia
- Portieri: François Gravel, Christobal Huet (N.E. Fabrice Lhenry)
- Difensori: Serge Purdrier, Denis Perez, Jean-Philippe Lemoine, Serge Djelloul, Karl Dewolf, Jean-Christophe Filippin, Grégory Dubois
- Attaccanti: Philippe Bozon, Christian Pouget, Stephane Barin, Robert Ouellet, Jonathan Zwinkel, Anthony Mortas, Arnaud Briand, Richard Aimonetto, Pierre Allard, Maurice Rozenthal, François Rozenthal, Laurent Gras, Roger Dube
- Allenatore: James Tibbetts

#### 12º posto: Italia
- Portieri: Mike Rosati, Mario Brunetta (N.E. David Delfino)
- Difensori: Chad Biafore, Larry Rucchin, Christopher Bartolone, Robert Nardella, Michael De Angelis, Leo Insam, Robert Oberrauch, Markus Brunner
- Attaccanti: Stefano Figliuzzi, Gaetano Orlando, Bruno Zarrillo, Dino Felicetti, Roland Ramoser, Lucio Topatigh, Maurizio Mansi, Giuseppe Busillo, Martin Pavlu, Mario Chitaroni, Patrick Brugnoli, Stefano Margoni
- Allenatore: Adolf Insam

#### 13º posto: Giappone
- Portieri: Dusty Imoo, Shichi Iwasaki (N.E. Jiro Nihei)
- Difensori: Takeshi Yamanaka, Takayuki Kobori, Hiroyuki Miura, Tatsuki Katayama, Yutaka Kawaguchi, Takayuki Miura, Atsuo Kudoh
- Attaccanti: Shin Yahata, Fujita Kiyoshi, Matthew Kabayama, Akihito Sugisawa, Ryan Kuwabara, Kunihiko Sakurai, Toshiyuki Sakai, Tsutsumi Otomo, Yuji Iga, Chris Yule, Steven Tsujiura, Hiroshi Matsuura, Makoto Kawahira
- Allenatore: Björn Kinding

#### 14º posto: Austria
- Portieri: Claus Dalpiaz, Reinhard Divis (N.E. Michael Puschacher)
- Difensori: Dominik Lavoie, Thomas Searle, Herbert Hohenberger, Martin Ulrich, Gerhard Unterluggauer, Engelbert Lindner, Michael Lampert
- Attaccanti: Andreas Puschnig, Mario Schaden, Simon Wheeldon, Christian Perthaler, Wolfgang Kromp, Dieter Kalt, Gerald Ressmann, Richard Nasheim, Gerhard Puschnik, Christoph Brandner, Patrik Pilloni, Martin Hohenberger, Normand Krumpschmid
- Allenatore: Ron Kennedy

## Torneo olimpico femminile

### Turno preliminare
```
8 febbraio 1998  
 
Finlandia
       - 
 
Svezia
              6:0  (2:0,2:0,2:0)
                 
 
Giappone
        - 
 
Canada
              0:13 (0:3,0:6,0:4)
                 
 
Stati Uniti
     - 
 
Cina
                5:0  (2:0,1:0,2:0)
```

```
10 febbraio 1998 
 
Canada
          - 
 
Cina
                2:0  (0:0,2:0,0:0)
                 
 
Giappone
        - 
 
Finlandia
           1:11 (0:2,0:3,1:6)
                 
 
Stati Uniti
     - 
 
Svezia
              7:1  (1:1,4:0,2:0)
```

```
12 febbraio 1998 
 
Canada
          - 
 
Svezia
              5:3  (2:0,2:2,1:1)
                 
 
Giappone
        - 
 
Cina
                1:6  (0:0,0:3,1:3)
                 
 
Stati Uniti
     - 
 
Finlandia
           4:2  (1:1,3:1,0:0)
```

```
13 febbraio 1998 
 
Giappone
        - 
 
Stati Uniti
         0:10 (0:5,0:2,0:3)
                 
 
Cina
            - 
 
Svezia
              3:1  (0:0,0:1,3:0)
                 
 
Canada
          - 
 
Finlandia
           4:2  (2:0,2:1,0:1)
```

```
15 febbraio 1998 
 
Stati Uniti
     - 
 
Canada
              7:4  (1:1,0:0,6:3)
                 
 
Finlandia
       - 
 
Cina
                6:1  (2:0,2:1,2:0)
                 
 
Giappone
        - 
 
Svezia
              0:5  (0:2,0:2,0:1)
```

```
Classifica finale

                          G.    v   p   n     Reti      dr     PT.
1. 
 
Stati Uniti
         5     5   0   0     33: 7    +26     10: 0
2. 
 
Canada
              5     4   0   1     28:12    +16      8: 2
---------------------------------------------------------------------
3. 
 
Finlandia
           5     3   0   2     27:10    +17      6: 4
4. 
 
Cina
                5     2   0   3     10:15     -5      4: 6
---------------------------------------------------------------------
5. 
 
Svezia
              5     1   0   4     10:21    -11      2: 8
6. 
 
Giappone
            5     0   0   5      2:45    -43      0:10
```

### Finale 3º-4º posto
```
17 febbraio 1998 
 
Finlandia
         - 
 
Cina
                 4:1 (0:1,3:0,1:0)
```

### Finale
```
17 febbraio 1998 
 
Stati Uniti
        - 
 
Canada
               3:1 (0:0,1:0,2:1)
```

### Classifica Finale
| Posizione | Nazione     | Giocatrici |
| --------- | ----------- | --- |
| 1         | Stati Uniti | Chris Bailey, Laurie Baker, Alana Blahoski, Lisa Brown-Miller, Karyn Bye, Colleen Coyne, Sara Decosta, Tricia Dunn, Cammi Granato, Katie King, Shelley Looney, Sue Merz, Allison Mleczko, Tara Mounsey, Vicki Movsessian-Lamoriello, Angela Ruggiero, Jenny Potter, Sarah Tueting, Gretchen Ulion, Sandra Whyte                   |
| 2         | Canada      | Jennifer Botterill, Thérèse Brisson, Cassie Campbell, Judy Diduck, Nancy Drolet, Lori Dupuis, Danielle Goyette, Geraldine Heaney, Jayna Hefford, Becky Kellar, Katheryn McCormack, Karen Nystrom, Lesley Reddon, Manon Rheaume, Laura Schuler, Fiona Smith, France Saint-Louis, Vicky Sunohara, Hayley Wickenheiser, Stacy Wilson |
| 3         | Finlandia   | Sari Fisk, Kirsi Hanninen, Satu Huotari, Marianne Ihalainen, Johanna Ikonen, Sari Krooks, Emma Terho, Saana Lankosaari, Katia Lehto, Marika Lehtimäki, Riikka Nieminen, Maria-Helena Palvila, Tuula Puputti, Karolina Rantamäki, Tiia Reima, Katia Riipi, Paivi Salo, Maria Selin, Liisa-Maria Sneck, Petra Vaarakallio           |
| 4         | Cina        | |
| 5         | Svezia      | |
| 6         | Giappone    | |